# Адаб (город)

Древнее Междуречье

Адаб — древний город и ном на юге Древней Месопотамии, недалеко от современного города Эль-Кут (Ирак). Входит в археологический комплекс Бисмайя.
Адаб не сыграл в истории Шумера сколько-нибудь значительной роли, хотя этот город, расположенный на полпути между Ниппуром и Лагашем, был достаточно богат. В конце первой половины III тысячелетия до н. э. Адаб достиг высшего своего расцвета. Здесь перекрещивались важные торговые и стратегические пути, а потому власть над этим городом ставила её обладателей в привилегированное положение. Даже царь-гегемон Месалим в своих надписях датировал события, как это было принято в шумерской традиции, годами правления энси Адаба. Общинной богиней Адаба была Дингирмах.

## Представители династии Адаба
- Лугаль-анне-мунду
- Лугаль-далу